# Wietnam na Letnich Igrzyskach Paraolimpijskich 2008
Wietnam na Letnich Igrzyskach Paraolimpijskich reprezentowało 9 zawodników.

## Kadra

### Lekkoatletyka
- Đào Văn Cường
- Nguyễn Thị Hải
- Nguyễn Thị Thanh Thảo

### Judo
- Triệu Thị Nhoi

### Podnoszenie ciężarów
- Lê Văn Công
- Châu Hoàng Tuyết Loan
- Đặng Ánh Tuyết
- Đinh Thị Ngà

### Pływanie
- Nguyễn Quang Vương